# 盛錫福

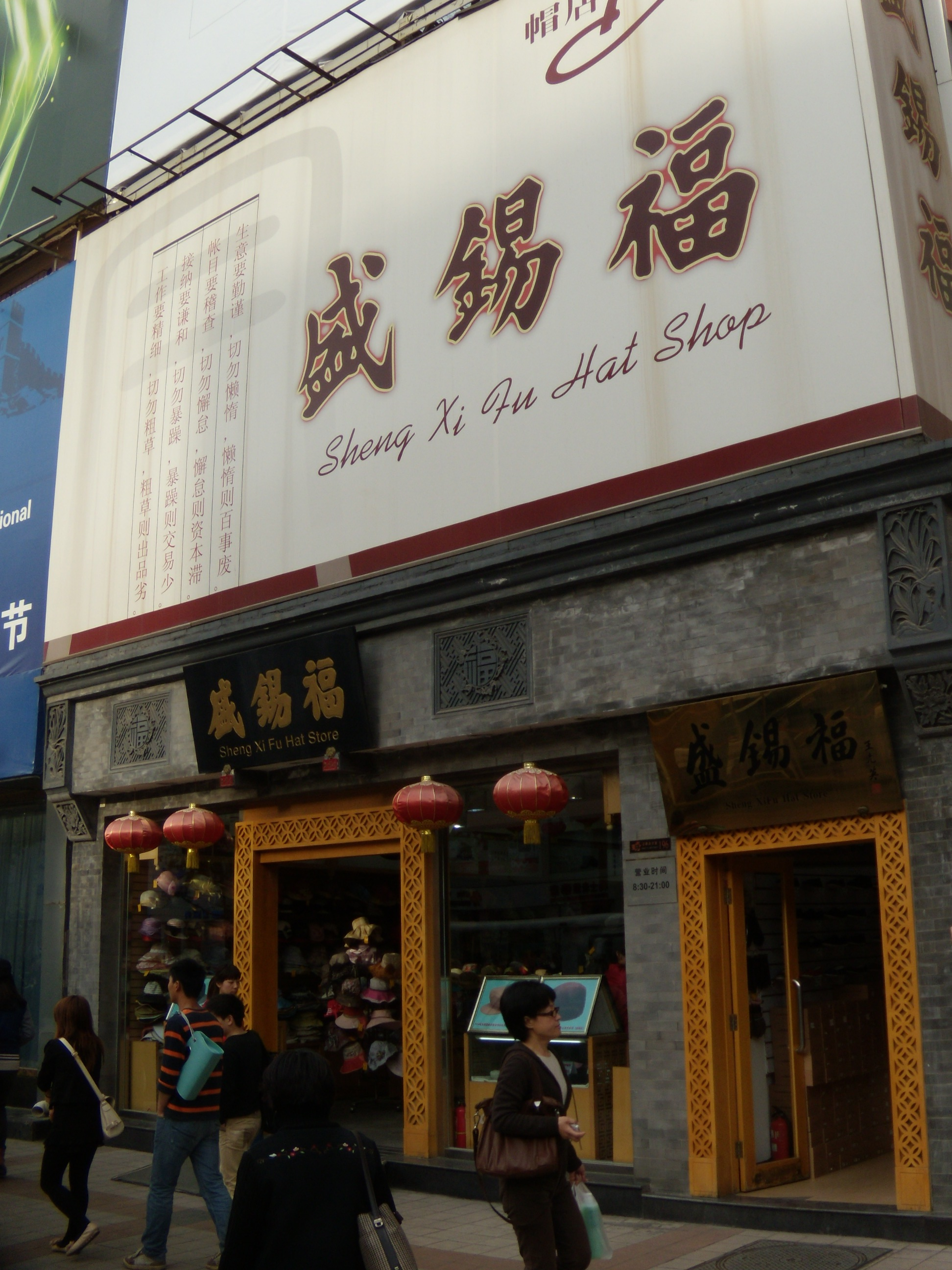
北京盛锡福帽业有限责任公司王府井总店，位于北京王府井大街196号，摄于2013年

盛錫福是发源于中国天津的一家以制造及出售帽子为主业的老字号商业企业。如今该品牌日渐式微，其中北京盛锡福帽业有限责任公司为“中华老字号”。

## 简介
盛锡福创始于1911年，由刘锡三创办。刘锡三，本名占恩，号锡三，乳名来福，山东省掖县沙河镇人，生于一个世代务农家庭。幼年曾读了几年书，后因家乡遭灾，乃赴青岛一家外国人开办的饭店当勤杂，并学会一些日常使用的英语。此后， 刘锡三转到一家洋行当业务员，主要经办下乡收购草帽辫的任务。1912年，他和朋友在天津估衣街合资开办“盛聚福”小帽店。1917年，自东洋银行获得大额贷款后，刘锡三在天津法租界21号设立新店址，并将盛聚福改为“盛锡福”。
“盛锡福”的“盛”字意为买卖兴盛，“锡”字是取刘锡三名字中的“锡”字，“福”字是取刘锡三乳名“来福”中的“福”字，也是取祝福吉祥之意。商标“三帽”在“盛锡福”三个字下，以草立连为环形，中间的三顶帽子呈“品”字形，下为“三帽商标”四个字 。厂名及商标与“锡三”之名相合。
1919年，盛锡福投入巨资购买了西方人运来的一部全套电力制造草帽的机器，设草帽工厂，开始自产自销，很快在天津赢得了市场。数年后，盛锡福先后设皮帽工厂、便帽工厂、缎帽工厂、化学漂白厂、毡帽工厂、印刷厂等等，并且开设两家分销门市部。1920年代及1930年代，盛锡福先后在北京、南京等城市设立20多处分店。盛锡福在美国、 澳大利亚、英国、法国、意大利、西班牙、葡萄牙、荷兰、捷克、瑞士、瑞典、挪威及非洲等地均有代销处。1924年至1934年，盛锡福先后获得北京政府、南京国民政府奖状15个。不少社会名流也为盛锡福题字，如宋哲元题 “明驰中外”，秦德纯题“冠冕群伦”，曹锟题“国货之光”，邹泉荪题“冠冕吾华”。此外，吴佩孚题写的“盛锡福”招牌，一直挂至如今。1936年，位于北平今西单北大街的盛锡福开业。1937年， 前门大街及今王府井大街的盛锡福开业。1938年，沙滩的盛锡福开业。上述四家分店位于繁华的北平市区，生意很好。1940年代，刘锡三因年老体弱，乃回到家乡养老。
中华民国初年，正值清朝灭亡后男人剪去长辫，脱下瓜皮小帽及长衫，纷纷穿上新式服装及鞋帽。刘锡三看准机会，向社会推销欧美式“时帽”。盛锡福仿制的巴拿马草帽及英国、法国、美国式呢帽，迅速成为畅销货，盛锡福由此在帽业竞争中胜出。盛锡福两次购入国外先进的制帽设备，同时重金聘任技师，还从同业中挖来技术精英。盛锡福还多次派人赴日本考察学习，带回了先进的东南亚制帽技术。由此，盛锡福在产品模仿及创新上取得了优势。同时，前店后厂的经营模式也使盛锡福能迅速针对市场需求作出反应。同时，盛锡福还在全球各地布点，从而获取国际市场信息、先进技术、商品图样等等，使产品随时处于潮流地位。1929年在菲律宾举办的国际博览会上，盛锡福的草辫和草帽获得头等奖。
刘锡三为创名牌，特向政府申请注册了“三帽”牌商标。盛锡福的“三帽”在天津畅销，使一度垄断市场的日本草帽逐渐被冷落。1937年，盛锡福帽厂生产75个主要帽子品种，实际生产超过200多种的帽子品种。盛锡福在产品制做过程中，极其讲究工艺技术，并且从进料及生产到出厂检验都有严格的质量规定，使每顶帽子的质量均为优等。
1956年，中华人民共和国在社会主义改造中推行公私合营，盛锡福各地的厂、店纷纷参加公私合营。由此，盛锡福被肢解，成为分布于中国各地的一系列国有企业，其中以北京盛锡福最为有名。1986年，“全国盛锡福帽业联合会”成立，由北京、天津、上海、武汉、南京、青岛等地的8个帽厂（店）组成，这些帽厂（店）均是公私合营之前盛锡福的分支机构。虽然这些企业同名“盛锡福”，却是资产、经营互不相干的独立企业，“盛锡福”这一字号处于四分五裂的状态。2008年，上海亚宇帽业服饰有限公司成为“全国盛锡福帽业联合会”会员单位。截至2008年，中国共剩下北京、上海、天津、武汉、南京、青岛6家“盛锡福”。

### 北京盛锡福
1937年，北平王府井大街的盛锡福帽店的创建，使盛锡福日后走过了辉煌历程。 1956年，王府井大街盛锡福帽店参加公私合营。同年，国务院总理周恩来在视察王府井大街后称：“要保护和发扬老字号的产品特色，更好地为首都人民服务。”由此，王府井盛锡福制帽工厂正式成规模地建起。公私合营之后，王府井盛锡福承担了为党和国家领导人及外宾定做帽子的任务，曾为毛泽东、周恩来、刘少奇、陈毅、江泽民等党和国家领导人以及朝鲜劳动党总书记金日成、印度尼西亚总统苏加诺、柬埔寨亲王西哈努克的夫人等人定做过帽子。
文化大革命期间，北京盛锡福被改名。1978年，北京盛锡福恢复原名“盛锡福”。1993年，被中华人民共和国国内贸易部命名为“中华老字号”。2000年，北京盛锡福进行改制，注册为“北京盛锡福帽业有限责任公司”，此后该企业的经济效益逐步增长，但改制并未给该企业带来真正的活力，改制后国有成分仍占大部分，相应优惠措施又不到位，管辖该企业的上级部门反而比改制前增加，损害了小股东的利益。
2008年，北京盛锡福的“盛锡福皮帽制作技艺”被列入中国国家级非物质文化遗产。2010年6月8日，北京盛锡福用两年时间筹建的中国第一家帽子专业博物馆“盛锡福博物馆”在北京市东城区东四北大街368号开馆。盛锡福博物馆建筑为中国古建筑风格，博物馆以中国冠帽文化的发展过程为主线，设有盛锡福发展历史展厅、皮帽制作技艺传承人工作室、民族帽展厅、古代冠帽展厅等。

### 天津盛锡福

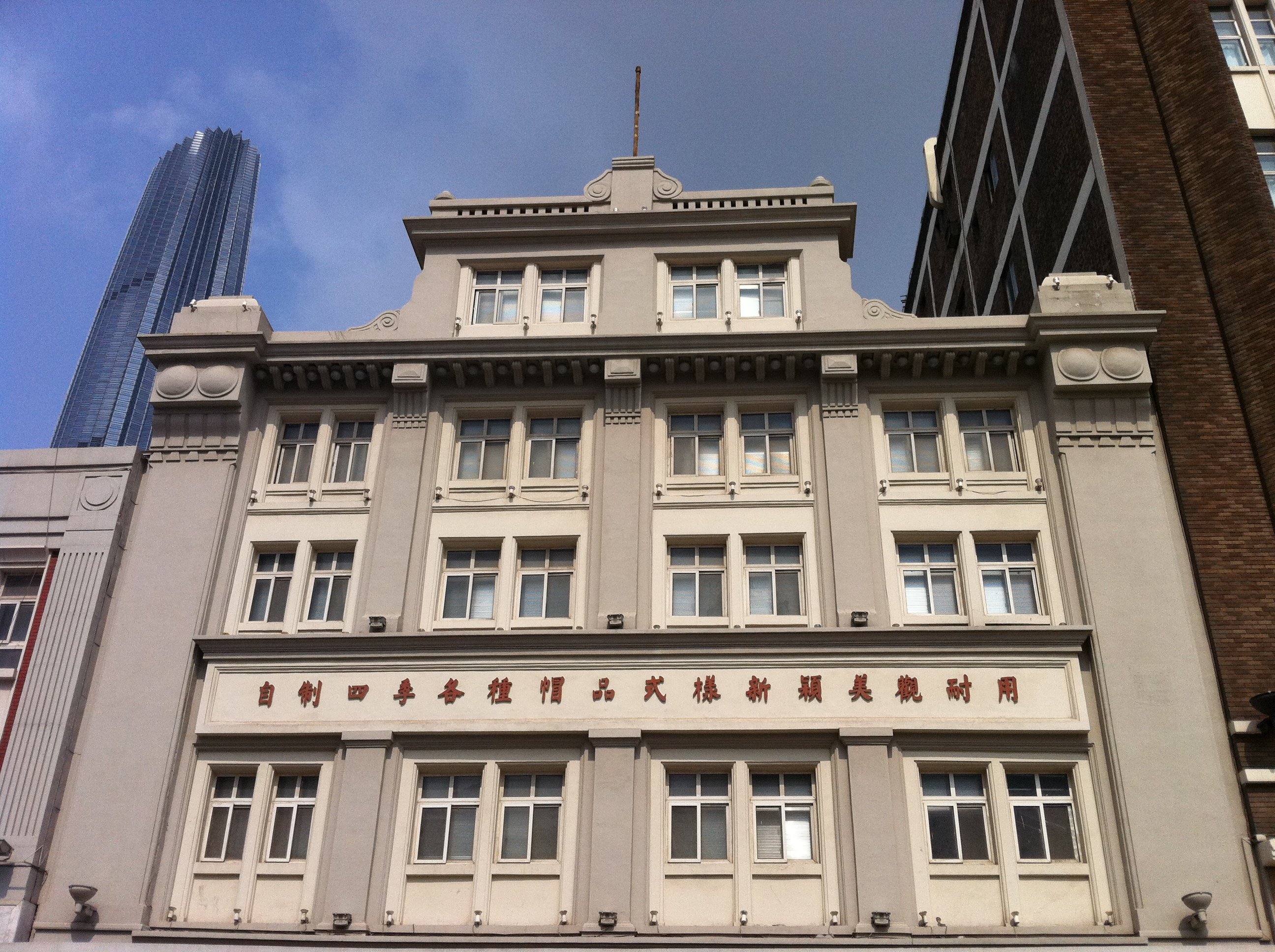
天津盛锡福大楼

1911年刘锡三在天津估衣街开办盛聚福帽庄。1925年，刘锡三买下天津法租界的一幢两层旧楼作为总店，盛聚福迁至此处新址（即今和平路盛锡福帽店所在地）时，改名“盛锡福”，同时以“三帽”为商标，向工商部登记注册。1927年秋，一场火灾焚毁了盛锡福的厂、店。其后，取得保险公司赔付，外加银行贷款，盛锡福在此处废墟上兴建了一座五层的“洋灰钢骨楼房” 。该楼房于1929年建成，为德国贝伦德工程公司设计、承建，欧式风格。当年，这座盛锡福总号大楼内，设有总管理处、6个工厂以及批发部、零售部、函售部、会计部、采购部、同人存款部等等，只有印刷厂、栈房分置在外，不在该大楼内。因而，该大楼是当年盛锡福的生产基地及国内外市场调度中心。
1956年，天津盛锡福帽店接受了社会主义改造。2010年，天津盛锡福被正式列为天津市非物质文化遗产。2009年，因盛锡福大楼所属地段被拍卖，该大楼面临拆迁，原址及其周边地区将兴建天津天河城购物中心（天津市和平区重点招商引资项目）。2010年4月29日，天津盛锡福迁离盛锡福大楼。同年4月30日，天津盛锡福正式交出了大楼钥匙。

### 上海盛锡福
1939年，盛锡福在上海南京路开了分店。1998年，由于市政动迁，位于南京东路747号的盛锡福被拆除，当时盛锡福大楼一至四层共800多平方米的营业面积。原址起初兴建了六六商城，后又经过两三次业态调整，如今是百联世茂国际广场。领到动迁补贴款后，盛锡福最后买下两家门店，一家位于海宁路242号，另一家位于瑞金二路415号。盛锡福位于海宁路的店面仅有30多平方米，为总店。2003年，盛锡福转制。2003年，瑞金二路上的盛锡福店面因市政动迁被拆除。后来，瑞金二路上的盛锡福帽店迁至豫园商城经营了3年，终因豫园商场引进更多小吃店的规划而被迫撤出。2009年，通过政府部门支持，原豫园商城盛锡福帽店在福建中路387号落脚，成为中华名品街的商铺之一。此后，上海盛锡福门店分为位于海宁路242号的总店，以及位于福建中路387号的分店。

### 武汉盛锡福
2003年，武汉盛锡福帽厂改制，位于中山大道的门店被拆除。此后，失去门店的武汉盛锡福辗转武汉的中百江夏百货、王府井百货、汉商设柜台，但销售状况不佳。武汉盛锡福不得不停止了过去以生产老年人戴的“工帽”、“便帽”为主的营业状态，转而替其他企业进行来料加工，此外还帮中百等企业生产工装及工帽，以“盛锡福”自有品牌帽子一年的生产量占销售额比率下降到不足10%，一年仅能销售1000顶帽子。 2012年10月，在获得老字号扶持资金25万元后，武汉盛锡福在民主街开出一家门店。该门店开张头2个月，已销售1384顶帽子。

### 青岛盛锡福

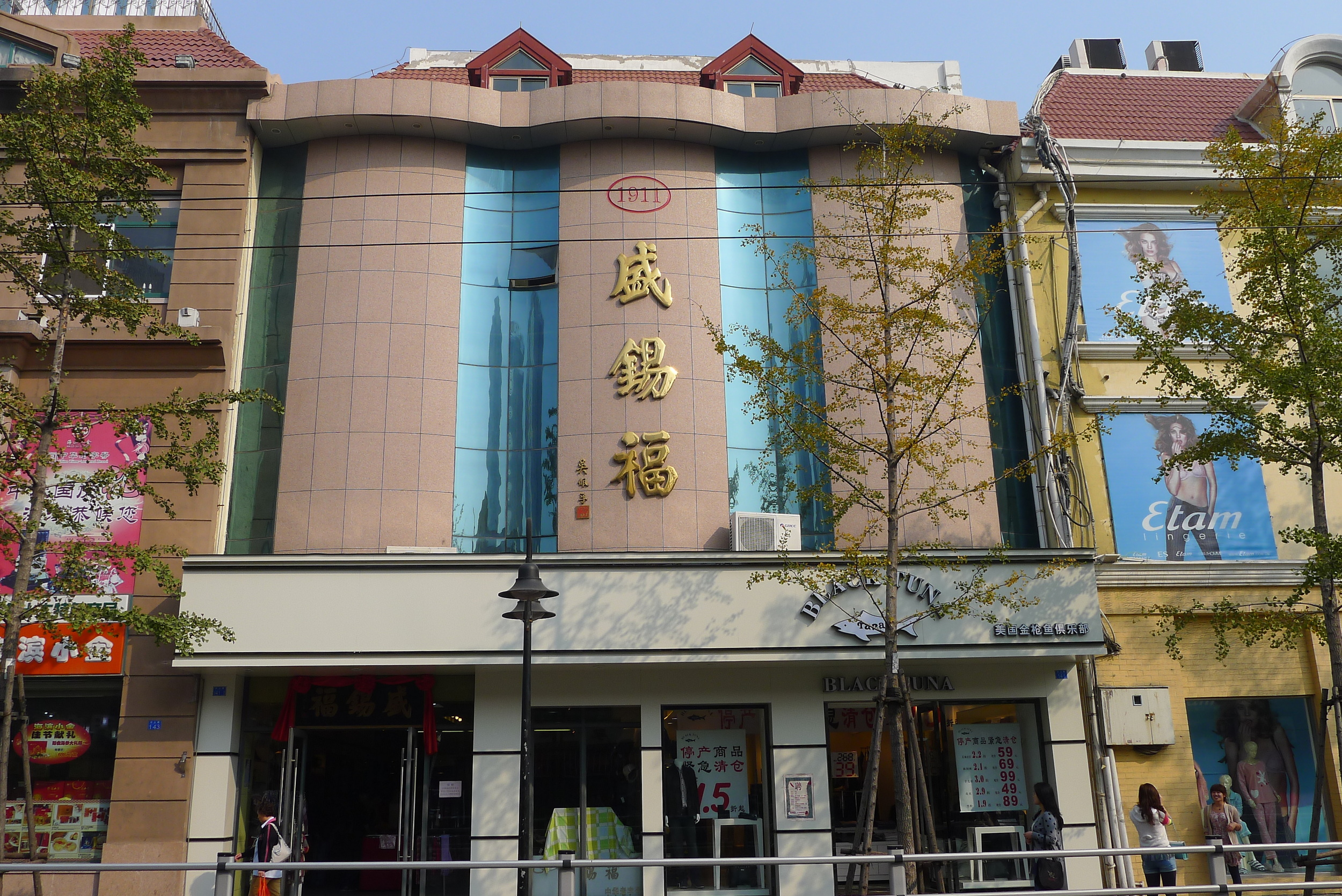
今日的青岛盛锡福门店

2006年，青岛盛锡福实行改制，成为股份制公司“青岛盛锡福实业有限公司”。该公司设在青岛中山路141号的门店经营面积200多平方米，分为上、下两层。一层经营女帽和童帽，二层经营男帽。该门店是同期中国各地盛锡福中经营面积最大的一家。

### 南京盛锡福
南京盛锡福创建于1936年4月，字号由中国国民党元老于右任题写，李跃之担任经理，店面分别设在建康路116号，中正路75号，太平路148号。1956年实行公私合营，与南京帽厂合并。1958年，“盛锡福”脱离南京帽厂，独立经营，成为“国营南京盛锡福”帽店，后来，更名为“国营南京市盛锡福鞋帽店”。为扩大业务，该店增添鞋类商品，成为鞋帽专营店。2000年代，南京盛锡福的帽子主要由北京盛锡福供应。2010年，设在建康路12号的南京盛锡福门店被拆除。